# 妙立寺
妙立寺（みょうりゅうじ）又名忍者寺，是日本石川縣金澤市日蓮宗的佛寺。山号為正久山。

## 簡介
天正13年（1583年），加賀藩藩祖前田利家在金澤城建立了一個祈願所。
妙立寺由加賀藩第三代藩主前田利常創建。寬永20年（1643年），三代藩主前田利常將祈願所從金澤城搬遷至一個新的地方，並在此重新建立了妙立寺。

## 關聯項目
- 寺町寺院群

## 外部鏈接
- 日蓮宗／正久山 妙立寺（忍者寺）（页面存档备份，存于）